# Jean-François Roth
Jean-François Roth (* 1. Februar 1952; heimatberechtigt in Courtételle) ist ein Schweizer Politiker (CVP).

## Leben und Wirken
Nach Studien der Geschichte und der Rechtswissenschaften an der Universität Fribourg war er von 1984 bis 1994 in Delémont als Rechtsanwalt tätig.
Roth vertrat den Kanton Jura vom 30. November 1987 bis zum 16. Dezember 1994 im Ständerat. Von 1994 bis 2006 war er als Vorsteher des Wirtschaftsdepartements (damals: département de l'économie et de la coopération) Regierungsrat des Kantons Jura. Im März 1999 war Roth einer der Kandidaten für die Nachfolge des zurückgetretenen Bundesrats Flavio Cotti und erreichte dabei einen Achtungserfolg, schied er doch erst im vorletzten, dem fünften Wahlgang aus.
Von 2008 bis 2019 war Roth Präsident von Schweiz Tourismus. Er ist der Präsident der Interkantonalen Lotterie- und Wettkommission.

## Publikationen
Zusammen mit Claude Hauser: Le catholicisime politique jurassien entre libéralisme et ultramontanisme (1873-1896), Fribourg 1992, Éditions universitaires.